# Неатбаков, Хамит Ахметович
Хамит Ахметович Неатбаков (1904—1944) — старшина Рабоче-крестьянской Красной Армии, участник Великой Отечественной войны, Герой Советского Союза (1943).

## Биография
Хамит Неатбаков родился в 1904 году в деревне Карбаны (ныне — Ярковский район Тюменской области). Сибирский татарин. После окончания начальной школы работал на родине. В 1942 году Неатбаков был призван на службу в Рабоче-крестьянскую Красную Армию. С июля того же года — на фронтах Великой Отечественной войны.
К октябрю 1943 года старший сержант Хамит Неатбаков был санинструктором 520-го стрелкового полка 167-й стрелковой дивизии 38-й армии Воронежского фронта. 3-4 октября 1943 года во время битвы за Днепр он лично эвакуировал с плацдарма на его западном берегу 86 получивших ранения бойцов и командиров. Всего же в период с 1 августа по 14 октября 1943 года он вынес на себе с поля боя 104 раненых вместе с их оружием.
Указом Президиума Верховного Совета СССР от 13 ноября 1943 года за «образцовое выполнение боевых заданий командования на фронте борьбы с немецкими захватчиками и проявленные при этом мужество и героизм» старший сержант Хамит Неатбаков был удостоен высокого звания Героя Советского Союза с вручением ордена Ленина и медали «Золотая Звезда» за номером 2261.
23 сентября 1944 года старшина Хамит Неатбаков погиб в бою. Похоронен в населённом пункте Санок Краковского воеводства Польши.
Был также награждён медалью.
В честь Неатбакова названа улица в Тюмени.